# Nati nel 1971/Febbraio
| Questa pagina contiene informazioni ricavate automaticamente dalle voci biografiche con l'ausilio del template Bio e di un bot. L'aggiornamento è periodico e automatico e ricostruisce completamente la pagina. Se manca una persona in questa lista, sei pregato di non aggiungerla, ma accertati piuttosto che la sua voce biografica contenga il template Bio e che i dati anagrafici siano correttamente compilati. Se il template Bio manca, inseriscilo tu stesso o, in alternativa, metti l'avviso {{tmp\|Bio}} che ne segnala la mancanza. Se i dati riportati sono sbagliati, correggi direttamente la voce biografica; le modifiche saranno visibili in questa lista entro pochi giorni. Per chiarimenti vedi il progetto biografie. La lista contiene solo le 332 persone che sono citate nell'enciclopedia e per le quali è stato implementato correttamente il template Bio. Pagina aggiornata al 26 lug 2025. |

- 1º febbraio - Arjan Bellaj, allenatore di calcio e ex calciatore albanese
- 1º febbraio - Jaroslav Brabec, ex hockeista su ghiaccio ceco
- 1º febbraio - Harald Martin Brattbakk, ex calciatore norvegese
- 1º febbraio - Emanuele Cecere, tecnico del suono italiano
- 1º febbraio - Adriana Chamajová, ex cestista cecoslovacca
- 1º febbraio - Rebecca Creskoff, attrice statunitense
- 1º febbraio - Michael C. Hall, attore statunitense
- 1º febbraio - Joaquín Hernández, ex calciatore messicano
- 1º febbraio - Jill Kelly, attrice pornografica e regista statunitense
- 1º febbraio - Azur Korlatović, ex cestista bosniaco
- 1º febbraio - Sándor Kántor, allenatore di pallavolo e ex pallavolista ungherese
- 1º febbraio - Adriana Lessa, attrice, cantante e ex pallavolista brasiliana
- 1º febbraio - Agnès Letestu, ex ballerina e costumista francese
- 1º febbraio - David Marín, allenatore di calcio a 5 e ex giocatore di calcio a 5 spagnolo
- 1º febbraio - Luca Pastine, ex calciatore italiano
- 1º febbraio - Roberto Petito, ex ciclista su strada italiano
- 1º febbraio - Stefano Saglia, politico italiano
- 1º febbraio - Tommy Salo, ex hockeista su ghiaccio svedese
- 1º febbraio - Paul Sculfor, modello inglese
- 1º febbraio - Andrej Aleksandrovič Travnikov, politico russo
- 1º febbraio - Tricarico, cantautore italiano
- 1º febbraio - Hynden Walch, attrice e doppiatrice statunitense
- 1º febbraio - Ron Welty, batterista statunitense
- 1º febbraio - Zlatko Zahovič, dirigente sportivo e ex calciatore sloveno
- 2 febbraio - Gianfranco Circati, allenatore di calcio e ex calciatore italiano
- 2 febbraio - Domenico Dara, scrittore italiano
- 2 febbraio - Ken Dilger, ex giocatore di football americano statunitense
- 2 febbraio - Paolo Fornaciari, ex ciclista su strada italiano
- 2 febbraio - Michelle Gayle, attrice e cantante britannica
- 2 febbraio - Slobodan Komljenović, ex calciatore serbo
- 2 febbraio - Günter Krajewski, schermidore tedesco
- 2 febbraio - Andrea Mazzacavallo, cantautore italiano
- 2 febbraio - Osvaldo Peralta, ex calciatore paraguaiano
- 2 febbraio - Stefano Rossini, allenatore di calcio e ex calciatore italiano
- 2 febbraio - Gabriele Zagati, ex calciatore italiano
- 3 febbraio - Claudio D'Onofrio, ex calciatore italiano
- 3 febbraio - Jaka Daneu, ex cestista sloveno
- 3 febbraio - Sean Dawkins, giocatore di football americano statunitense († 2023)
- 3 febbraio - Elisa Donovan, attrice statunitense
- 3 febbraio - Vincent Elbaz, attore francese
- 3 febbraio - Sarah Kane, drammaturga britannica († 1999)
- 3 febbraio - Žanna Keller, ex cestista russa
- 3 febbraio - Soso Lip'art'eliani, ex judoka georgiano
- 3 febbraio - Víctor Marulanda, ex calciatore e dirigente sportivo colombiano
- 3 febbraio - Gustavo Méndez, ex calciatore uruguaiano
- 3 febbraio - Lars Pape, attore e regista tedesco
- 3 febbraio - Albert Thomassen, ex calciatore faroese
- 3 febbraio - Nenad Veselji, ex calciatore serbo
- 3 febbraio - Cristian da Silva, ex calciatore argentino
- 4 febbraio - Tiziana Beghin, politica italiana
- 4 febbraio - Francesco Belsito, politico italiano
- 4 febbraio - Rob Corddry, attore e comico statunitense
- 4 febbraio - Marco Ferrante, dirigente sportivo, procuratore sportivo e ex calciatore italiano
- 4 febbraio - Eric Garcetti, politico statunitense
- 4 febbraio - Michael A. Goorjian, attore e regista statunitense
- 4 febbraio - Vüqar İsmayılov, ex calciatore azero
- 4 febbraio - Edward Kitsis, sceneggiatore e produttore televisivo statunitense
- 4 febbraio - Fatmir Limaj, militare e politico kosovaro
- 4 febbraio - Trecia Roberts, ex ostacolista thailandese
- 4 febbraio - Sabrina Sidoti, ex cestista italiana
- 4 febbraio - Nikki Stone, ex sciatrice freestyle statunitense
- 4 febbraio - Wu Naiqun, ex cestista cinese
- 5 febbraio - Çlirim Bashi, ex calciatore albanese
- 5 febbraio - Tesfaye Bekele, ex mezzofondista e maratoneta etiope
- 5 febbraio - Peter Cipollone, ex canottiere statunitense
- 5 febbraio - Myndy Crist, attrice statunitense
- 5 febbraio - Sara Evans, cantautrice statunitense
- 5 febbraio - Dennis Hall, lottatore statunitense
- 5 febbraio - Sophie Lefranc-Duvillard, sciatrice alpina francese († 2017)
- 5 febbraio - Elena Maccanti, giornalista e politica italiana
- 5 febbraio - Manuel Milana, ex calciatore italiano
- 5 febbraio - Terézia Mora, scrittrice ungherese
- 5 febbraio - Dianne Norman, ex cestista canadese
- 5 febbraio - Fabrizio Palermo, dirigente d'azienda italiano
- 5 febbraio - Tyrone Rush, ex giocatore di football americano e attore statunitense
- 5 febbraio - Andrea Vieira, ex tennista brasiliana
- 6 febbraio - Lance Bade, ex tiratore a volo statunitense
- 6 febbraio - Guido Catalano, scrittore e poeta italiano
- 6 febbraio - Lassina Dao, ex calciatore ivoriano
- 6 febbraio - Enrico Dusio, attore italiano
- 6 febbraio - Mana Endō, ex tennista giapponese
- 6 febbraio - Jérôme Foulon, allenatore di calcio e ex calciatore francese
- 6 febbraio - Vito Grieco, allenatore di calcio e ex calciatore italiano
- 6 febbraio - José María Jiménez, ciclista su strada spagnolo († 2003)
- 6 febbraio - Carlos Payano, ex cestista dominicano
- 6 febbraio - Carlos Rogers, ex cestista statunitense
- 6 febbraio - Brian Stepanek, comico e attore statunitense
- 6 febbraio - Simon Stephens, drammaturgo britannico
- 7 febbraio - Elisabeth Cebrián, ex cestista spagnola
- 7 febbraio - Emmanuel Curtil, attore e doppiatore francese
- 7 febbraio - Ingo Freyer, allenatore di pallacanestro e ex cestista tedesco
- 7 febbraio - Io, Carlo, cantautore e produttore discografico italiano
- 7 febbraio - Marek Koźmiński, ex calciatore polacco
- 7 febbraio - Natalie Obkircher, ex slittinista italiana
- 7 febbraio - Abdullah Saihan, ex calciatore kuwaitiano
- 7 febbraio - Kevin Thompson, ex cestista statunitense
- 8 febbraio - Lars Fredriksen, cantante norvegese
- 8 febbraio - Aidy Boothroyd, allenatore di calcio e ex calciatore inglese
- 8 febbraio - Emiliano De Juliis, allenatore di calcio e ex calciatore italiano
- 8 febbraio - Andrea Duodo, dirigente d'azienda e dirigente sportivo italiano
- 8 febbraio - Andre El Haddad, ex arbitro di calcio libanese
- 8 febbraio - Maura Healey, politica statunitense
- 8 febbraio - Steinar Hoen, ex altista norvegese
- 8 febbraio - Gas Lipstick, batterista svedese
- 8 febbraio - Lu Chuan, regista, sceneggiatore e produttore cinematografico cinese
- 8 febbraio - Susan Misner, attrice statunitense
- 8 febbraio - Dmitrij Neljubin, ciclista su strada e pistard sovietico († 2005)
- 8 febbraio - Mark Russell, scrittore e fumettista statunitense
- 8 febbraio - Fraser T Smith, produttore discografico, paroliere e musicista britannico
- 8 febbraio - Dušan Tóth, ex calciatore slovacco
- 8 febbraio - Roberta Ulivi, ex calciatrice italiana
- 8 febbraio - Andrus Veerpalu, fondista estone
- 9 febbraio - Sharon Case, attrice statunitense
- 9 febbraio - Xabier Iriondo, musicista e compositore italiano
- 9 febbraio - Hans Knauß, ex sciatore alpino austriaco
- 9 febbraio - Javier Lozano Chavira, ex calciatore messicano
- 9 febbraio - Jim Miller, ex giocatore di football americano statunitense
- 9 febbraio - Johan Mjällby, allenatore di calcio e ex calciatore svedese
- 9 febbraio - Edith Pineda, ex cestista messicana
- 9 febbraio - Diana Pop, ex cestista rumena
- 9 febbraio - Luis Pérez Pascual, ex calciatore spagnolo
- 9 febbraio - Zinaida Stahurskaja, ciclista su strada bielorussa († 2009)
- 9 febbraio - Xu Yanmei, ex tuffatrice cinese
- 10 febbraio - Michael Dietz, attore e produttore televisivo statunitense
- 10 febbraio - Wayne Gandy, ex giocatore di football americano statunitense
- 10 febbraio - José María García Lafuente, ex calciatore spagnolo
- 10 febbraio - Joel McIver, critico musicale, giornalista e scrittore britannico
- 10 febbraio - Marty Nothstein, politico, ex pistard e ciclista su strada statunitense
- 10 febbraio - Mauro Petrolo, scacchista italiano
- 10 febbraio - José Luis Loreto, allenatore di calcio e ex calciatore spagnolo
- 10 febbraio - Lorena Rojas, attrice e cantante messicana († 2015)
- 10 febbraio - Fabrizia Sacchi, attrice italiana
- 10 febbraio - Louie Spicolli, wrestler statunitense († 1998)
- 10 febbraio - Paolo Tura, arciere sammarinese
- 10 febbraio - Victoria, ex wrestler e ex culturista statunitense
- 11 febbraio - Sebastian Barrio, ex attore pornografico francese
- 11 febbraio - Davide Maria Desario, giornalista e scrittore italiano
- 11 febbraio - Mark Draper, ex tennista australiano
- 11 febbraio - Christian Labit, ex rugbista a 15 e allenatore di rugby a 15 francese
- 11 febbraio - Damian Lewis, attore e produttore cinematografico britannico
- 11 febbraio - Darnell Mee, ex cestista statunitense
- 11 febbraio - Samuel Michel, allenatore di calcio e ex calciatore francese
- 11 febbraio - John Parsons, criminale statunitense
- 11 febbraio - Susi Susanti, ex giocatrice di badminton indonesiana
- 11 febbraio - Evan Tanner, artista marziale misto statunitense († 2008)
- 11 febbraio - Linda Wild, ex tennista statunitense
- 12 febbraio - Shante Carver, ex giocatore di football americano statunitense
- 12 febbraio - Gil Cisneros, politico statunitense
- 12 febbraio - Ryan Conner, attrice pornografica statunitense
- 12 febbraio - Hayden, cantautore e chitarrista canadese
- 12 febbraio - Domenico Di Carlo, militare italiano
- 12 febbraio - Vernon Forrest, pugile statunitense († 2009)
- 12 febbraio - Lincoln Kennedy, ex giocatore di football americano statunitense
- 12 febbraio - Simon Lessing, triatleta britannico
- 12 febbraio - Scott Menville, attore e doppiatore statunitense
- 12 febbraio - Thomas André Ødegaard, allenatore di calcio e ex calciatore norvegese
- 12 febbraio - Benjamin Sadler, attore tedesco
- 12 febbraio - Mate Šestan, calciatore croato († 2023)
- 13 febbraio - Matt Berninger, cantautore statunitense
- 13 febbraio - Stefano Casale, ex calciatore italiano
- 13 febbraio - Galen Gering, attore statunitense
- 13 febbraio - Giovanni Giungato, ex pugile italiano
- 13 febbraio - Alon Harazi, ex calciatore israeliano
- 13 febbraio - Todd Kauffman, disegnatore canadese
- 13 febbraio - Matthias Klimsa, attore tedesco
- 13 febbraio - Alexander Quaderer, ex calciatore liechtensteinese
- 13 febbraio - Žarko Serafimovski, ex calciatore macedone
- 13 febbraio - Space One, rapper italiano
- 13 febbraio - Elvis Sinosic, artista marziale misto australiano
- 13 febbraio - Natal'ja Snytina, ex biatleta russa
- 13 febbraio - Sonia, cantante britannica
- 13 febbraio - Mats Sundin, ex hockeista su ghiaccio svedese
- 13 febbraio - Begoña Vía-Dufresne, ex velista spagnola
- 14 febbraio - Jassim Al Tamimi, ex calciatore qatariota
- 14 febbraio - Kris Aquino, attrice e conduttrice televisiva filippina
- 14 febbraio - David Boals, ex modello statunitense
- 14 febbraio - Thomas Buchmayer, ex tennista austriaco
- 14 febbraio - Jorge Colina, ex giocatore di calcio a 5 uruguaiano
- 14 febbraio - Michael Cutajar, ex calciatore maltese
- 14 febbraio - Tommy Dreamer, wrestler statunitense
- 14 febbraio - Du'aine Ladejo, ex velocista britannico
- 14 febbraio - Gheorghe Mureșan, ex cestista rumeno
- 14 febbraio - Roberto Pietrelli, ex pallavolista italiano
- 14 febbraio - Angela Robinson, regista, sceneggiatrice e produttrice televisiva statunitense
- 14 febbraio - Noriko Sakai, cantante e attrice giapponese
- 14 febbraio - Masaki Tokudome, pilota motociclistico giapponese
- 14 febbraio - Viscera, wrestler statunitense († 2014)
- 14 febbraio - Lisa-Marie Vizaniari, ex discobola e pesista australiana
- 15 febbraio - Alex Borstein, attrice, doppiatrice e comica statunitense
- 15 febbraio - Brigitte Guibal, canoista francese
- 15 febbraio - Vicky Kalogera, astronoma greca
- 15 febbraio - Renée O'Connor, attrice, produttrice cinematografica e regista statunitense
- 15 febbraio - Lorenzo Pastrovicchio, fumettista italiano
- 15 febbraio - Ray Sefo, kickboxer, pugile e artista marziale misto neozelandese
- 15 febbraio - Paweł Sibik, ex calciatore polacco
- 15 febbraio - Antonio Sottile, militare italiano († 2000)
- 15 febbraio - Leopoldo Vázquez, ex cestista cubano
- 16 febbraio - Sabrina Corabi, attrice italiana
- 16 febbraio - Amanda Holden, attrice, personaggio televisivo e cantante britannica
- 16 febbraio - John Merricks, velista britannico († 1997)
- 16 febbraio - Mario Nobili, ex hockeista su ghiaccio canadese
- 16 febbraio - Paolo Poggi, dirigente sportivo e ex calciatore italiano
- 17 febbraio - Ludovic Auger, ex ciclista su strada francese
- 17 febbraio - Martyn Bennett, musicista britannico († 2005)
- 17 febbraio - Carlos Gamarra, ex calciatore paraguaiano
- 17 febbraio - Ilija Ivić, dirigente sportivo e ex calciatore serbo
- 17 febbraio - Clinton Larsen, allenatore di calcio e ex calciatore sudafricano
- 17 febbraio - Arnaud Petit, arrampicatore e alpinista francese
- 17 febbraio - Stéphane Pétilleau, ex ciclista su strada francese
- 17 febbraio - Denise Richards, attrice e modella statunitense
- 17 febbraio - Vasil Spasov, scacchista bulgaro
- 18 febbraio - Urs Aeberhard, ex bobbista svizzero
- 18 febbraio - Thomas Bjørn, golfista danese
- 18 febbraio - David Brocken, allenatore di calcio, dirigente sportivo e ex calciatore belga
- 18 febbraio - Magnus Ingesson, fondista svedese
- 18 febbraio - Lê Thị Hiệp, attrice vietnamita († 2017)
- 18 febbraio - E. Roger Mitchell, attore statunitense
- 18 febbraio - Andreas Niniadīs, ex calciatore greco
- 18 febbraio - Mladen Palac, scacchista croato
- 18 febbraio - Constantin Popa, ex cestista e allenatore di pallacanestro rumeno
- 18 febbraio - George Teague, ex giocatore di football americano statunitense
- 18 febbraio - Rafael Vega, ex cestista spagnolo
- 19 febbraio - Mathilde Bonetti, scrittrice, giornalista e traduttrice italiana
- 19 febbraio - Becky Dyroen-Lancer, sincronetta statunitense
- 19 febbraio - Massimo Giordano, tenore italiano
- 19 febbraio - William Henderson, ex giocatore di football americano statunitense
- 19 febbraio - Jeff Kinney, scrittore statunitense
- 19 febbraio - Maurice Ruah, ex tennista venezuelano
- 19 febbraio - Bledar Sejko, chitarrista e cantante albanese
- 19 febbraio - Gil Shaham, violinista statunitense
- 19 febbraio - Martin van der Spoel, ex nuotatore olandese
- 19 febbraio - Jeff Webster, ex cestista statunitense
- 20 febbraio - Calpernia Addams, attrice, produttrice televisiva e attivista statunitense
- 20 febbraio - Marcelo Corrales, ex calciatore cileno
- 20 febbraio - Giovanni Feltrin, allenatore di sci alpino e ex sciatore alpino italiano
- 20 febbraio - Thomas Fleischer, ex ciclista su strada tedesco
- 20 febbraio - Jari Litmanen, ex calciatore finlandese
- 20 febbraio - Monica Nappo, attrice, regista teatrale e comica italiana
- 20 febbraio - Daniel Oehry, politico liechtensteinese
- 20 febbraio - Luca Ragazzi, regista, sceneggiatore e giornalista italiano
- 20 febbraio - Manfred Schmid, allenatore di calcio e ex calciatore austriaco
- 20 febbraio - Duncan J. Watts, sociologo australiano
- 20 febbraio - Joost van der Westhuizen, rugbista a 15 sudafricano († 2017)
- 21 febbraio - Randy Blythe, cantante statunitense
- 21 febbraio - Jason Cirone, hockeista su ghiaccio, allenatore di hockey su ghiaccio e dirigente sportivo canadese († 2024)
- 21 febbraio - Davide De Marinis, cantautore italiano
- 21 febbraio - Tobias Iaconis, sceneggiatore statunitense
- 21 febbraio - Hugo Ovelar, ex calciatore paraguaiano
- 21 febbraio - Golman Pierre, ex calciatore haitiano
- 21 febbraio - Mark Psaila, ex calciatore maltese
- 21 febbraio - Leonard White, ex cestista statunitense
- 22 febbraio - Vincenzo Cantatore, ex pugile italiano
- 22 febbraio - Alberto García, ex mezzofondista spagnolo
- 22 febbraio - Arnon Grunberg, scrittore e blogger olandese
- 22 febbraio - Lea Salonga, attrice, cantante e produttrice teatrale filippina
- 22 febbraio - Stéphane Jobard, allenatore di calcio e ex calciatore francese
- 22 febbraio - Etsuko Kozakura, doppiatrice giapponese
- 22 febbraio - Clement Papa, arcivescovo cattolico papuano
- 22 febbraio - Jose Solano, attore statunitense
- 22 febbraio - Andrea Stella, ingegnere italiano
- 23 febbraio - Angela Alsobrooks, politica statunitense
- 23 febbraio - Noel Bailie, ex calciatore nordirlandese
- 23 febbraio - Andrew Griffith, politico e dirigente d'azienda inglese
- 23 febbraio - Frank Gunn, ex attore pornografico ungherese
- 23 febbraio - Risto Kallaste, ex calciatore estone
- 23 febbraio - Americo Melchionda, attore e regista italiano
- 23 febbraio - Joe-Max Moore, ex calciatore statunitense
- 23 febbraio - Giorgio Prezioso, disc jockey e produttore discografico italiano
- 23 febbraio - Stefano Zarfati, cantautore italiano
- 24 febbraio - Darius Arya, archeologo e antropologo statunitense
- 24 febbraio - Leda Battisti, cantautrice e chitarrista italiana
- 24 febbraio - Josh Bernstein, esploratore, conduttore televisivo e autore televisivo statunitense
- 24 febbraio - Coralina Cataldi Tassoni, attrice statunitense
- 24 febbraio - Pedro de la Rosa, ex pilota automobilistico spagnolo
- 24 febbraio - Massimiliano Farris, allenatore di calcio e ex calciatore italiano
- 24 febbraio - Gillian Flynn, scrittrice, giornalista e sceneggiatrice statunitense
- 24 febbraio - Thomas Franck, ex calciatore tedesco
- 24 febbraio - Conn Iggulden, scrittore britannico
- 24 febbraio - Alfredo Li Bassi, attore e regista italiano
- 24 febbraio - Ricardo Sánchez, pallanuotista spagnolo
- 24 febbraio - Deon Thomas, ex cestista e allenatore di pallacanestro statunitense
- 24 febbraio - Emmanuelle Wargon, funzionaria e politica francese
- 25 febbraio - Christien Anholt, attore britannico
- 25 febbraio - Sean Astin, attore statunitense
- 25 febbraio - Manuel Fernández Ginés, ex ciclista su strada spagnolo
- 25 febbraio - Kaskade, disc jockey e produttore discografico statunitense
- 25 febbraio - Sabrina Musiani, cantante e conduttrice televisiva italiana
- 25 febbraio - Andrea Navarra, pilota di rally italiano
- 25 febbraio - Sean O'Haire, wrestler e artista marziale misto statunitense († 2014)
- 25 febbraio - Veronica Peparini, ballerina e coreografa italiana
- 25 febbraio - Nova Peris, ex hockeista su prato, ex velocista e politica australiana
- 25 febbraio - Antonio Pinilla, ex calciatore spagnolo
- 25 febbraio - Daniel Powter, cantante canadese
- 25 febbraio - Adalita Srsen, cantautrice e chitarrista australiana
- 25 febbraio - Fernon Wibier, ex tennista olandese
- 25 febbraio - Morten Wieghorst, allenatore di calcio e ex calciatore danese
- 26 febbraio - Lirio Abbate, giornalista e saggista italiano
- 26 febbraio - Aliou Siby Badra, ex calciatore ivoriano
- 26 febbraio - Erykah Badu, cantautrice e attrice statunitense
- 26 febbraio - Sean Baker, regista, sceneggiatore e montatore statunitense
- 26 febbraio - Hermensen Ballo, ex pugile indonesiano
- 26 febbraio - Ceri Hughes, ex calciatore gallese
- 26 febbraio - Krysti Lynn, attrice pornografica statunitense († 1995)
- 26 febbraio - Max Martin, produttore discografico, compositore e manager svedese
- 26 febbraio - Tsutomu Nihei, fumettista giapponese
- 26 febbraio - Hélène Ségara, cantante francese
- 26 febbraio - Isaac Shai, ex calciatore sudafricano
- 27 febbraio - Charles Baker, attore statunitense
- 27 febbraio - Marianella Bargilli, attrice teatrale italiana
- 27 febbraio - Derren Brown, illusionista e scrittore britannico
- 27 febbraio - Jon Brown, ex maratoneta e mezzofondista britannico
- 27 febbraio - Christian Ciech, sportivo italiano
- 27 febbraio - Marcelino García Alonso, ex ciclista su strada spagnolo
- 27 febbraio - Roman Giertych, politico polacco
- 27 febbraio - Richard Marazano, fumettista e sceneggiatore francese
- 27 febbraio - David Rikl, ex tennista ceco
- 27 febbraio - Rozonda Thomas, cantante, ballerina e personaggio televisivo statunitense
- 27 febbraio - Sara Blakely, imprenditrice statunitense
- 28 febbraio - Gertrud Bacher, ex multiplista italiana
- 28 febbraio - Maxine Bahns, attrice statunitense
- 28 febbraio - Maria Blom, drammaturga, sceneggiatrice e regista svedese
- 28 febbraio - David Chachalejšvili, judoka sovietico († 2021)
- 28 febbraio - Chicane, disc-jockey e produttore discografico inglese
- 28 febbraio - José Miguel Gil, tuffatore spagnolo
- 28 febbraio - Nigel Godrich, produttore discografico e polistrumentista inglese
- 28 febbraio - Claude Grunitzky, giornalista e imprenditore togolese
- 28 febbraio - Kye Sun-hui, ex judoka nordcoreana
- 28 febbraio - Davide Mezzanotti, allenatore di calcio e ex calciatore italiano
- 28 febbraio - Eshkol Nevo, scrittore israeliano
- 28 febbraio - Nadjim Ouali, ex cestista algerino
- 28 febbraio - Tasha Smith, attrice statunitense
- 28 febbraio - Sean Sogliano, dirigente sportivo e ex calciatore italiano